# Frenkie de Jong
Frenkie de Jong (Gorinchem, 12. svibnja 1997.) nizozemski je nogometaš koji igra na poziciji veznog. Trenutačno igra za Barcelonu.

## Klupska karijera

### Willem II
Tijekom svoje omladinske karijere igrao je za Willem II. Dva dana prije svog 18. rođendana, 10. svibnja 2015., debitirao je u Eredivisieju u utakmici u kojoj je njegov klub pobijedio ADO Den Haag 1:0.

### Ajax
Dana 22. kolovoza 2015. prešao je u Ajax za simboličan iznos od 1 € i 10 % iznosa od idućeg transfera. Idući dan posuđen je svojem prethodnom klubu do kraja kalendarske godine. 

Tijekom svoje prve dvije godine u Ajaxu, de Jong je izmjenično igrao za prvu i drugu momčad. Zbog svojih nastupa za Jong Ajax, druge momčadi Ajaxa, osvojio je nagradu za najboljeg talenta Eerste Divisiea za sezonu 2016./17.
Za prvu momčad Ajaxa debitirao je 21. rujna 2016. u utakmici kupa protiv Willem II koju je Ajax dobio 5:0. Dana 24. studenog debitirao je u UEFA Europskoj ligi protiv Panathinaikosa kojeg je Ajax dobio 2:0. U Eredivisieju je debitirao 12. veljače protiv Sparte Rotterdam koju je njegov klub dobio 2:0. Svoj prvi gol za seniorsku selekciju postigao je 7. svibnja protiv Go Ahead Eaglesa (4:0). Ušao je kao zamjena u 82. minuti finala UEFA Europske lige 2016./17. u kojem je Manchester United slavio s 0:2. Proglašen je igračem mjeseca Eredivisieja za prosinac 2018. i veljaču 2019. Na kraju sezone imenovan je najboljim igračem Erediviseja za sezonu 2018./19. te je uvršten u najbolju momčad za tu ligašku sezonu. S Ajaxom je u sezoni 2018./19. osvojio i ligu i kup. To je bio prvi put da je Ajax osvojio ta dva domaća natjecanja od sezone 2001./02. S Ajaxom je u UEFA Lige prvaka 2018./19. ispao u polufinalu. U nokaut fazi tog natjecanja Ajax je igrao protiv Real Madrida (1:2, 4:1), Juventusa (1:1, 2:1) i Tottenhama (0:1, 3:2). De Jong je imenovan članom momčadi sezone i najboljim veznim igračem za tu sezonu UEFA Lige prvaka.

### Barcelona
Dana 23. siječnja 2019. Barcelona je objavila kako je postigla dogovor oko transfera de Jonga za 75 milijuna eura koji će se dogoditi 1. srpnja iste godine. Svoj profesionalni debi za klub ostvario je 16. kolovoza kada je Barcelona izgubila od Athletic Bilbaa 0:1. Svoj prvi ligaški gol i asistenciju za klub postigao je 14. rujna 2019. protiv Valencije koju je Barcelona pobijedila s rezultatom 5:2. De Jong je igrao ključnu ulogu u finalu Copa del Reya odigranog 17. travnja 2021. protiv Athletic Bilbaa (4:0). U tom finalu asistirao je Antoineu Griezmannu za gol u 60. minuti, osobno postigao gol tri minute kasnije te pet minuta poslije asistirao Lionelu Messiju za 3:0.

## Reprezentativna karijera
Tijekom svoje omladinske karijere nastupao je za selekcije Nizozemske do 15, 17, 19 i 21 godine. Za A selekciju debitirao je 6. rujna 2018. u prijateljskoj utakmici u kojoj je Nizozemska pobijedila Peru 2:1. U toj je utakmici zamijenio Georginija Wijnalduma na poluvremenu. Petnaest minuta kasnije asistirao je Memphisu Depayu za gol. S Nizozemskoj je 9. lipnja 2019. igrao u finalu UEFA Lige nacija 2018./19. u kojem je Portugal slavio s minimalnih 1:0. Imenovan je najboljim mladim igračem i članom najbolje momčadi za završnicu tog natjecanja. Dana 6. rujna 2019. postigao je svoj prvi gol za A selekciju i to u kvalifikacijskoj utakmici za Europsko prvenstvo 2020. u kojoj je Nizozemska pobijedila Njemačku 2:4.

## Priznanja

### Individualna
- Talent sezone Eerste Divisiea: 2016./17.[13]
- Igrač mjeseca Eredivisieja: prosinac 2018.,[34] veljača 2019.[35]
- Igrač sezone Eredivisieja: 2018./19.[16]
- Član momčadi sezone Eredivisieja: 2018./19.[16]
- Član momčadi sezone UEFA Lige prvaka: 2018./19.[36]
- UEFA Vezni igrač sezone: 2018./19.[37]
- Nizozemski nogometni talent godine: 2018./19.[38]
- Najbolji mladi igrač završnice UEFA Lige nacija: 2019.[30]
- Član najbolje momčadi završnice UEFA Lige nacija: 2019.[31]
- The Best FIFA Men's Player: 2019. (7. mjesto)[39]
- FIFA FIFPro Men's World11: 2019.[40]
- Momčad svijeta prema izboru IFFHS-a: 2019.[41]
- UEFA Momčad godine: 2019.[42]

### Klupska
Ajax
- Eredivisie: 2018./19.[4]
- Nizozemski nogometni kup: 2018./19.[4]
- UEFA Europska liga: 2016./17. (finalist)[43]

Barcelona
- Copa del Rey: 2020./21.[26]

### Reprezentativna
- UEFA Liga nacija: 2018./19. (finalist)[44]

## Vanjske poveznice
- Profil, FC Barcelona
- Profil, Soccerway